# 7人制ラグビー男子アルゼンチン代表
7人制ラグビー男子アルゼンチン代表（英語: Argentina national rugby sevens team）は、国際大会に派遣される7人制ラグビーの男子アルゼンチン代表チームである。愛称は「ロス・プーマスセブンズ」。
ワールドラグビーセブンズシリーズ、ラグビーワールドカップセブンズなどに出場している。

## 歴史
1999年からワールドラグビーセブンズシリーズに参加。
その後2004年、ロサンゼルスセブンズでワールドラグビーセブンズシリーズでの初優勝を果たした。
2020東京五輪では3位決定戦で7人制イギリス代表に勝って銅メダル。翌2022年、バンクーバーセブンズでワールドラグビーセブンズシリーズでの13年ぶりの優勝を果たした。

## 成績

### 夏季オリンピック
| 年   | ラウンド     | 順位 | 試 | 勝 | 負 | 分 |
| ---- | ------------ | ---- | -- | -- | -- | -- |
| 2016 | 準々決勝敗退 | 6位  | 6  | 3  | 3  | 0  |
| 2021 | 銅メダル     | 3位  | 6  | 4  | 2  | 0  |
| 2024 | 準々決勝敗退 | 7位  | 6  | 3  | 3  | 0  |
| 計   | 優勝 0 回    | 3/3  | 18 | 10 | 8  | 0  |

### ワールドカップ
| 年   | ラウンド             | 順位 | 試 | 勝 | 負 | 分 |
| ---- | -------------------- | ---- | -- | -- | -- | -- |
| 1993 | プレート準優勝       | 9    | 7  | 5  | 2  | 0  |
| 1997 | プレート準々決勝敗退 | 13   | 5  | 2  | 3  | 0  |
| 2001 | カップ準決勝敗退     | 3    | 7  | 5  | 2  | 0  |
| 2005 | カップ準々決勝敗退   | 5    | 6  | 4  | 2  | 0  |
| 2009 | カップ準優勝         | 2    | 6  | 5  | 1  | 0  |
| 2013 | プレート準決勝敗退   | 11   | 5  | 2  | 3  | 0  |
| 2018 | 準々決勝敗退         | 5    | 4  | 3  | 1  | 0  |
| 2022 | 5位決定戦敗退        | 5    | 4  | 3  | 1  | 0  |
| 計   | 優勝 0回             | 8/8  | 44 | 29 | 15 | 0  |

### ワールドゲームズ
| 年   | ラウンド      | 順位     | 試       | 勝       | 負       | 分       |
| ---- | ------------- | -------- | -------- | -------- | -------- | -------- |
| 2001 | 出場なし      | 出場なし | 出場なし | 出場なし | 出場なし | 出場なし |
| 2005 | 3位決定戦勝利 | 3        | 5        | 3        | 2        | 0        |
| 2009 | 3位決定戦敗退 | 4        | 6        | 4        | 2        | 0        |
| 2013 | 準優勝        | 2        | 6        | 5        | 1        | 0        |
| 計   | 優勝 0 回     | 3/4      | 17       | 12       | 5        | 0        |

### ワールドセブンズシリーズ
- 1999-2000シーズン - 7位
- 2000-2001シーズン - 6位
- 2001-2002シーズン - 7位
- 2002-2003シーズン - 7位
- 2003-2004シーズン - 3位
- 2004-2005シーズン - 5位
- 2005-2006シーズン - 6位
- 2006-2007シーズン - 10位
- 2007-2008シーズン - 6位
- 2008-2009シーズン - 5位
- 2009-2010シーズン - 7位
- 2010-2011シーズン - 8位
- 2011-2012シーズン - 7位
- 2012-2013シーズン - 10位
- 2013-2014シーズン - 9位
- 2014-2015シーズン - 8位
- 2015-2016シーズン - 5位
- 2016-2017シーズン - 9位
- 2017-2018シーズン - 7位
- 2018-2019シーズン - 9位
- 2019-2020シーズン - 9位
- 2020-2021シーズン - コロナ禍のため不参加
- 2021-2022シーズン - 4位
- 2022-2023シーズン - 2位
- 2023-2024シーズン - 2位

## 直近大会の代表スコッド
パリ2024五輪スコッド
1. サンティアゴ・アルバレス (C)
2. トマス・エリザルデ
3. アグスティン・フラガ
4. ルシアノ・ゴンサレス
5. マテオ・グラジアノ
6. サンティアゴ・マーレ
7. マルコス・モネタ
8. マティアス・オサドクスク
9. ホアキン・ペランディニ
10. ガストン・レボル
11. ヘルマン・シュルツ
12. トビアス・ワデ

(C)はキャプテン